# ARIA (漫画)
『AQUA』（アクア）および『ARIA』（アリア）は、天野こずえによる日本の漫画。2001年から2008年にかけて、1話完結形式で月刊誌に連載された。『ARIA 完全版』は2016年から2017年にかけ両題を全7巻構成で刊行された。2021年8月時点で単行本の累計発行部数は465万部を、関連書籍の累計発行部数は82万部をそれぞれ記録している。
物語の舞台となるのは、テラフォーミングされ水の惑星となった未来の火星、アクア。そのアクアの観光都市ネオ・ヴェネツィアで、一人前の観光水先案内人を目指す少女、水無灯里とその周囲の人々の四季折々の日常を描いている。ネオ・ヴェネツィアは地球のヴェネツィアから建築物や風習を移転したという設定になっており、異星を舞台にしながらも実在の観光資源が作中に登場している。
当初は『AQUA』の題で『月刊ステンシル』（エニックス刊）に掲載されていたが、いわゆるエニックスお家騒動により2002年から『月刊コミックブレイド』（マッグガーデン刊）に掲載誌が変わり、題も『ARIA』に改題された。

## 作品解説
単行本1冊で1つの季節を描く形態をとっており、1冊には本編5話と巻によっては番外編 (Special Navigation) が収録される。緩やかな季節、時間の流れこそあるものの、基本的に1話完結型である。
ほとんどの登場人物の名前の頭文字が「A（あ）」で統一されている。
連載初期は作者曰く「水と猫の物語」である。マッグガーデン社は、「水の惑星アクアを舞台に綴られた空と海と風と癒しの物語」「未来系ヒーリングコミック」として紹介している。

### AQUA
『AQUA』（アクア）は、『月刊ステンシル』2001年3月号から同年11月号まで連載された漫画作品。連載中にエニックスお家騒動が起こり、『月刊コミックブレイド』への移籍にあたって改題した。ステンシルコミックスの『AQUA』は絶版となっており、マッグガーデン(ブレイドコミックス)より新装版『AQUA』が出版されている。

### ARIA
『月刊コミックブレイド』（マッグガーデン）にて連載されていた。単行本は全12巻。『AQUA』の続編であるが、『ARIA』から読み始めても内容は理解できる。

### メディアミックス
2005年10月には『ARIA The ANIMATION』（アリア ジ アニメーション）のタイトルでアニメ化し、翌2006年4月から第2期『ARIA The NATURAL』（アリア ザ ナチュラル）も放送。2007年の9月にはOVA版が『ARIA The OVA 〜ARIETTA〜』（アリア ジ オーブイエー アリエッタ）のタイトルで発売。2008年1月から第3期『ARIA The ORIGINATION』（アリア ジ・オリジネーション）が放送され、2008年3月31日に最終話が放送。
2006年9月には『ARIA The NATURAL 〜遠い記憶のミラージュ〜』（アリア ザ ナチュラル とおいゆめのミラージュ）のタイトルでゲームも発売。
2008年6月には『ARIA The ORIGINATION 〜蒼い惑星のエルシエロ〜』（アリア ジ オリジネーション あおいほしのエルシエロ）のタイトルで再びゲームが発売。
2015年9月には『ARIA The AVVENIRE』が劇場公開された。
このほかにもドラマCD化や画集発売など、メディアミックス展開された。

## 作品内容

### 背景
西暦2300年代の未来、火星はテラフォーミングされ水の惑星となり、アクアと呼ばれていた。アクアに築かれた入植地の一つ、ネオ・ヴェネツィアは地球のヴェネツィアの風習や街並みを再現した観光都市である。ヴェネツィアはすでに水に沈んでおり、多くの建築物がネオ・ヴェネツィアに移設されていた。また、日本人の入植地が近接していたことにより、日本文化の影響もみられる。
ネオ・ヴェネツィアでは地球のヴェネツィアと異なり、ゴンドラ漕ぎによる観光案内を女性が担っていた。この職業はウンディーネと呼ばれ、観光産業で重要な役割を持っている。本作品では、一人前のウンディーネを目指す少女から見たネオ・ヴェネツィアの日々の情景が描かれている。

### あらすじ
| 職階名   | 説明 |
| -------- | --- |
| ペア     | 見習い。ゴンドラに客を乗せることは許可されない。手の保護のために両手に手袋をはめる。職階名はこの両手手袋のこと。                     |
| シングル | 半人前。渡し船の運航と、指導員を乗船させての観光案内が許可される。上達の証しとして手袋は片手のみになる。階級名はこの片手手袋のこと。 |
| プリマ   | 一人前。通り名を与えられる。一人前の証として素手になる。                                                                             |

物語は、惑星マンホーム（地球）から来た少女、水無灯里（みずなし あかり）の視点で語られる。灯里はウンディーネとなるために、人間一人、猫一匹の小さなゴンドラ観光会社「ARIAカンパニー」（アリア―）に入社する。この都市の観光会社には航海の安全を祈願するために青い瞳の猫を象徴にするという風習があり、ARIAカンパニーでは火星猫のアリアを社長にしている。アリアは作品のマスコット的存在ともなっている。経営者で先輩のアリシアは業界一の成績を持つウンディーネであり、灯里はその優しい指導の下で成長していく。
また、灯里は同じこころざしをもつ二人の少女と友人になる。一人は老舗観光会社「姫屋」の跡取り娘、藍華（あいか）。もう一人はまだ学生ながら、一流の操船技術を持つアリス。3人の所属会社は違うが合同で練習を行い、観光案内と操船の技術を磨いていく。
各話ではネオ・ヴェネツィアの風習や季節の風物などが描かれる。時折り、妖精ケットシーのような幻想的な存在が灯里の前に現れることもある。灯里の職階は見習いの「ペア」から、一定の範囲で営業が認められる半人前の「シングル」、そして、一人前のウンディーネである「プリマ」へと昇格していく。

## 登場人物
灯里（あかり）
地球から来た少女。日々の暮らしの中に素敵なことを見つけ出す才能があり、たびたび、恥ずかしいセリフを口に出す。
藍華（あいか）
灯里のアクアでの最初の友人。「姫屋」所属のウンディーネ。合同練習する3人のリーダー格。
アリス
「姫屋」のライバル会社「オレンジぷらねっと」所属のウンディーネ。操船技術は一流だが、無口で無愛想なため接客技術に不安がある。
アリシア
灯里の先輩。業界一の成績を持つウンディーネで水の三大妖精の一人として称えられている。
アリア社長
青い瞳の火星猫。火星猫は人語を解する知能を持つ。「ARIAカンパニー」の社長。
晃（あきら）
藍華の先輩でアリシアの友人。水の三大妖精の一人に数えられる。
ヒメ社長
青い瞳の地球猫。「姫屋」の社長。
アテナ
アリスの先輩でアリシアの友人。水の三大妖精の一人に数えられる。ドジっ子。カンツォーネの名手。
まぁ社長
青い瞳を持つ火星猫の子供。「オレンジぷらねっと」の社長。
暁（あかつき）
四大精霊になぞらえてサラマンダーと呼ばれている気候制御技術者。アリシアに憧れている。
アル
ノームと呼ばれている重力制御技術者。藍華とつきあいを始めている。
ウッディー
シルフと呼ばれている空を飛ぶバイクを駆る配達人。暁、アル、ウッディーの3人は友人。
グランマ
名前は「あきの」で、「ARIAカンパニー」の創設者でウンディーネ時代（姫屋にいた頃）の業績から「伝説の大妖精」と呼ばれている。現在は隠居の身で、灯里達の成長を見守っている。
ケットシー
ネオ・ヴェネツィアに住む妖精。灯里の前に現れ、幻想的な情景を生み出していく。

## 書誌情報

### 漫画

#### AQUA
エニックス版はエニックスお家騒動により絶版となっている。その後、新装版がマッグガーデンから刊行されている。
- 天野こずえ 『AQUA』 エニックス〈ステンシルコミックス〉、全2巻
  1. 2001年8月27日初版発行、ISBN 4-7575-0504-3
  2. 2002年4月27日初版発行、ISBN 4-7575-0647-3
- 天野こずえ 『新装版 AQUA』 マッグガーデン〈ブレイドコミックス〉、全2巻
  1. 2003年10月3日発売[7]、ISBN 4-901926-89-6
  2. 2003年10月3日発売[8]、ISBN 4-901926-90-X

#### ARIA
- 日本語オリジナル版『ARIA』では、カバーをはずすと1ページ目のカラーページおよびカバーの裏表紙に描かれているキャラクターのプロフィールと書き下ろし4コマが掲載されている。目次に描かれるキャラクターは次巻の1ページ目ほかのキャラクターの予告となっている（12巻は1巻の灯里）。新装版『AQUA』およびガイドブック4冊でも同様だが、1ページ目や目次とカバー下に描かれるキャラクターの関連性はない。『ARIA 完全版』は『AQUA』全2巻と『ARIA』全12巻の内容を全7巻構成にしている。
- 天野こずえ 『ARIA』 マッグガーデン〈ブレイドコミックス〉、全12巻
  1. 2002年10月10日発売[9]、ISBN 4-901926-12-8
    - 限定版（同日発売[10]）、ISBN 4-901926-10-1

  2. 2003年3月10日発売[11]、ISBN 4-901926-36-5
  3. 2003年7月10日発売[12]、ISBN 4-901926-71-3
  4. 2004年2月10日発売[13]、ISBN 4-86127-016-2
    - 限定版（同日発売[14]）、ISBN 4-86127-019-7

  5. 2004年8月10日発売[15]、ISBN 4-86127-062-6
  6. 2005年1月11日発売[16]、ISBN 4-86127-110-X
  7. 2005年9月10日発売[17]、ISBN 4-86127-194-0
    - 限定版（同日発売[18]）、ISBN 4-86127-175-4

  8. 2006年1月10日発売[19]、ISBN 4-86127-224-6
    - 限定版（同日発売[20]）、ISBN 4-86127-176-2

  9. 2006年7月10日発売[21]、ISBN 4-86127-282-3
    - 限定版（同日発売[22]）、ISBN 4-86127-308-0

  10. 2007年3月30日発売[23]、ISBN 978-4-86127-370-4
    - 限定版（同日発売[24]）、ISBN 978-4-86127-340-7

  11. 2007年10月3日発売[25]、ISBN 978-4-86127-431-2
    - 限定版（同日発売[26]）、ISBN 978-4-86127-401-5

  12. 2008年3月10日発売[27]、ISBN 978-4-86127-482-4
- 天野こずえ 『ARIA 完全版』 マッグガーデン〈ブレイドコミックス〉、全7巻
  1. 2016年1月9日発売[28]、ISBN 978-4-8000-0501-4
  2. 2016年3月10日発売[29]、ISBN 978-4-8000-0541-0
  3. 2016年5月10日発売[30]、ISBN 978-4-8000-0571-7
  4. 2016年11月10日発売[31]、ISBN 978-4-8000-0628-8
  5. 2017年3月10日発売[32]、ISBN 978-4-8000-0661-5
  6. 2017年7月10日発売[33]、ISBN 978-4-8000-0703-2
  7. 2017年11月10日発売[34]、ISBN 978-4-8000-0728-5

#### 外国語版
この他、英語版、イタリア語版、ドイツ語版、スペイン語版、中国語版、韓国語版、インドネシア語版、タイ語版も出版されている。英語版は『ARIA』のみがADV Mangaにより出版されていたが、売り上げが伸びず迷走状態が続き、最終的に『ARIA』3巻までで翻訳が打ち切られてしまった。その後TOKYOPOPが英語版の翻訳を受け継ぎ『AQUA』も含め再出版されることとなったものの、出版ペースが極端に遅い状況が続いた。同社にて遅れて開始されたドイツ語翻訳は2011年に終了した一方、同年のTOKYOPOPの英語圏における漫画事業撤退までに英語版は6巻までしか出版されなかった。結果、英語版のみが未だ最終巻まで翻訳されていない状況が続いており、他社による引継ぎの声明も出ていない。なお、『ARIA』1-3巻については英語版が2種類存在することになるが、TOKYOPOPによる英語版（ドイツ語版はオリジナルのまま）は『AQUA』を含む全巻において大きくロゴが変更されている

### 小説
- 天野こずえ（原作・イラスト） / 藤咲あゆな（本文） 『ARIA 水の都と哀しき歌姫の物語』 マッグガーデン〈マッグガーデンノベルス〉、2006年2月28日発売[35]、ISBN 4-86127-241-6
- 天野こずえ（原作・イラスト） / 岡田麿里・藤咲あゆな・浦畑達彦・吉田玲子（本文） 『ARIA 四季の風の贈り物』 マッグガーデン〈マッグガーデンノベルス〉、2008年1月10日発売[36]、ISBN 978-4-86127-448-0

### 月刊ウンディーネ
2006年7月と2008年3月に各3号に渡って発売された企画本。アニメで登場したウンディーネ専門誌「月刊ウンディーネ」を再現した冊子に、付録としてミニチュアドールハウスやフィギュアが付いてくる。天野自らが監修を務め、イラストは天野の他に五條さやかが、漫画「プリマをねらえ!」は櫁屋涼が描いている。なお、一部のキャラクターはこの企画本で本名が明らかになっている。2015年にアニメ10周年記念プロジェクトの一環で復刻、全6冊のBOXセットとして発売された。以下作品は全てマッグガーデンより出版されている。
冊子の内容に関しては各種用語を参照のこと。
- 『月刊ウンディーネ Vol.1 姫屋特集号』2006年7月10日発売、ISBN 4-86127-268-8
- 『月刊ウンディーネ Vol.2 ARIAカンパニー特集号』2006年7月18日発売、ISBN 4-86127-269-6
- 『月刊ウンディーネ Vol.3 オレンジぷらねっと特集号』2006年7月24日発売、ISBN 4-86127-270-X
- 『月刊ウンディーネ Vol.4 アリス・キャロル特集号』2008年3月10日発売、ISBN 978-4-86127-449-7
- 『月刊ウンディーネ Vol.5 藍華.S.グランチェスタ特集号』2008年3月21日発売、ISBN 978-4-86127-450-3
- 『月刊ウンディーネ Vol.6 水無灯里特集号』2008年3月31日発売、ISBN 978-4-86127-451-0
- 『月刊ウンディーネ コンプリート・セレモニーBOX』2015年9月26日発売

### ぷにフィギュア付書籍
2007年3月に3号に渡って発売された企画本。水先案内店の猫社長を主人公にした絵本に、付録としてゴンドラ型台座付ぷにフィギュアが付いてくる。ぷにフィギュア付書籍は当初「週刊にゃんこ社長」という商品名で発表されていたが、発売日変更と共に名称が変更された。以下作品は全てマッグガーデンより出版されている。
- 『ぷにフィギュア付書籍 まぁ社長の絵本』2007年3月10日発売、ISBN 978-4-86127-337-7
- 『ぷにフィギュア付書籍 ヒメ社長の絵本』2007年3月20日発売、ISBN 978-4-86127-338-4
- 『ぷにフィギュア付書籍 アリア社長の絵本』2007年3月30日発売、ISBN 978-4-86127-339-1

## アニメ

### テレビアニメ
2005年10月から12月まで第1期『ARIA The ANIMATION』がテレビ東京にて放送された。2006年4月から9月まで第2期『ARIA The NATURAL』が放送された。2008年1月から3月まで第3期『ARIA The ORIGINATION』が放送された。

### OVA
2007年9月21日にOVA『ARIA The OVA 〜ARIETTA〜』が発売された。2015年9月26日にOVA『ARIA The AVVENIRE』がイベント上映された。

### 劇場アニメ
2021年3月6日に劇場アニメ『ARIA The CREPUSCOLO』が公開された。同年12月3日に劇場アニメ『ARIA The BENEDIZIONE』が公開された。